# Acanthocalycium spiniflorum

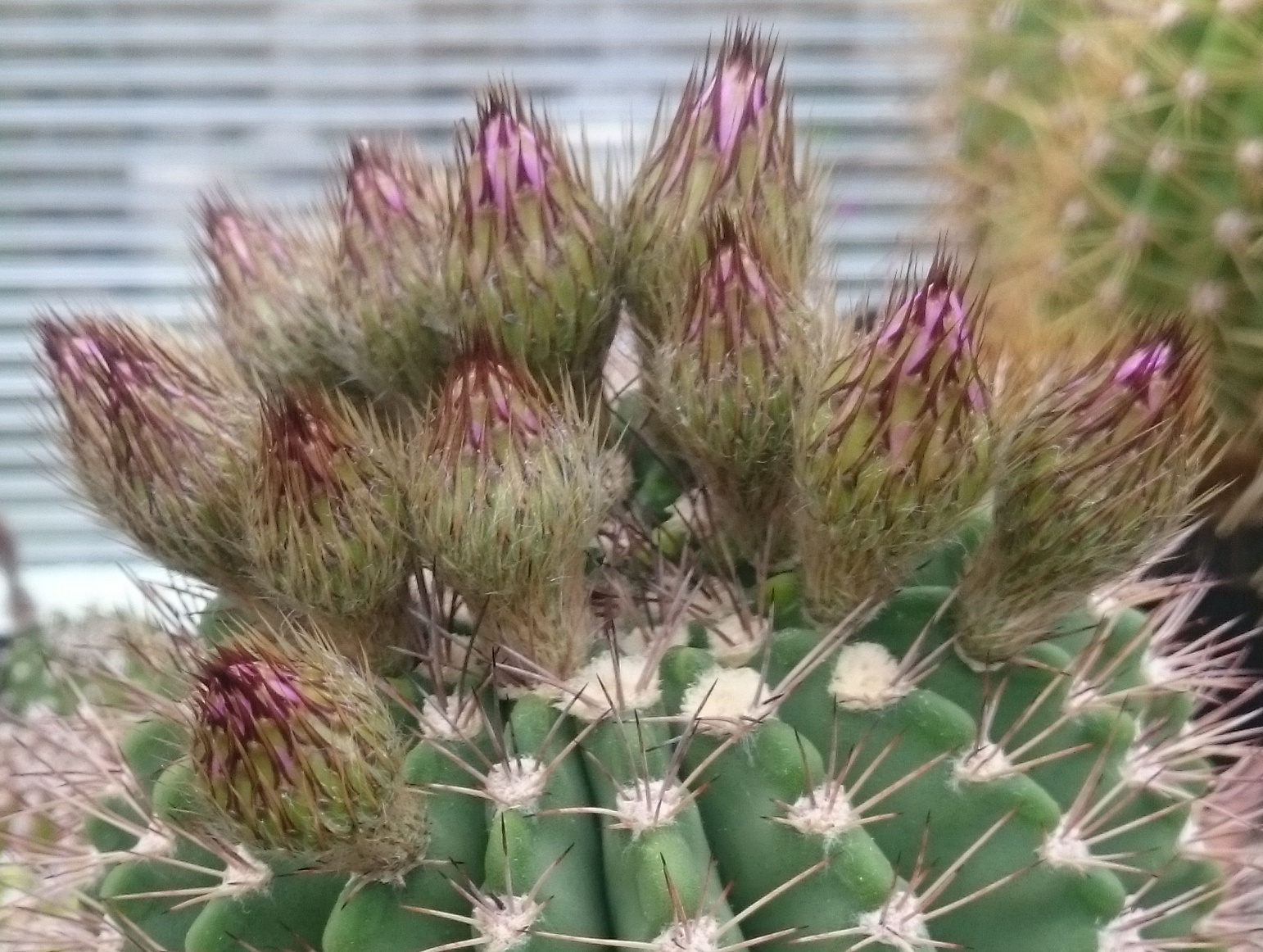
Knospen an Acanthocalycium spiniflorum mit den für die Gattung charakteristischen Schuppen, die in spitze Dornen übergehen

Acanthocalycium spiniflorum ist eine Pflanzenart in der Gattung Acanthocalycium aus der Familie der Kakteengewächse (Cactaceae). Das Artepitheton spiniflorus leitet sich von den lateinischen Worten spina für ‚Stachel‘ oder ‚Dorn‘ sowie florus für ‚-blütig‘ ab und bezieht sich auf die Schuppen auf der Blütenröhre der Art.

## Beschreibung
Acanthocalycium spiniflorum wächst meist einzeln mit kugelförmigen bis etwas verlängerten Trieben und erreicht bei Durchmessern von 10 bis 15 Zentimetern Wuchshöhen von bis 60 Zentimetern. Es sind 16 bis 20, bis 1 Zentimeter hohe Rippen vorhanden, die etwas in Höcker gegliedert sind. Die 10 bis 20 geraden, nadeligen Dornen sind biegsam, gelblich bis braun und weisen eine dunklere Spitze auf. Sie vergrauen im Alter.
Die trichter- bis glockenförmigen Blüten sind rosafarben bis weiß, haben eine Länge von bis 4 Zentimetern und weisen ebensolche Durchmesser auf.

## Systematik und Verbreitung
Acanthocalycium spiniflorum ist in den argentinischen Provinzen Córdoba und San Luis in Höhenlagen von 1000 bis 1500 Metern verbreitet.
Die Erstbeschreibung als Echinocactus spiniflorus durch Karl Moritz Schumann wurde 1903 veröffentlicht. Curt Backeberg stellte die Art 1936 in die Gattung Acanthocalycium. Weitere nomenklatorische Synonyme sind Echinopsis spiniflora (K.Schum.) A.Berger (1929), Spinicalycium spiniflorum (K.Schum.) Frič (1935, nom. inval. ICBN-Artikel 43.1) und Lobivia spiniflora (K.Schum.) Rausch (1987).

## Nachweise